# 道の駅なとわ・えさん

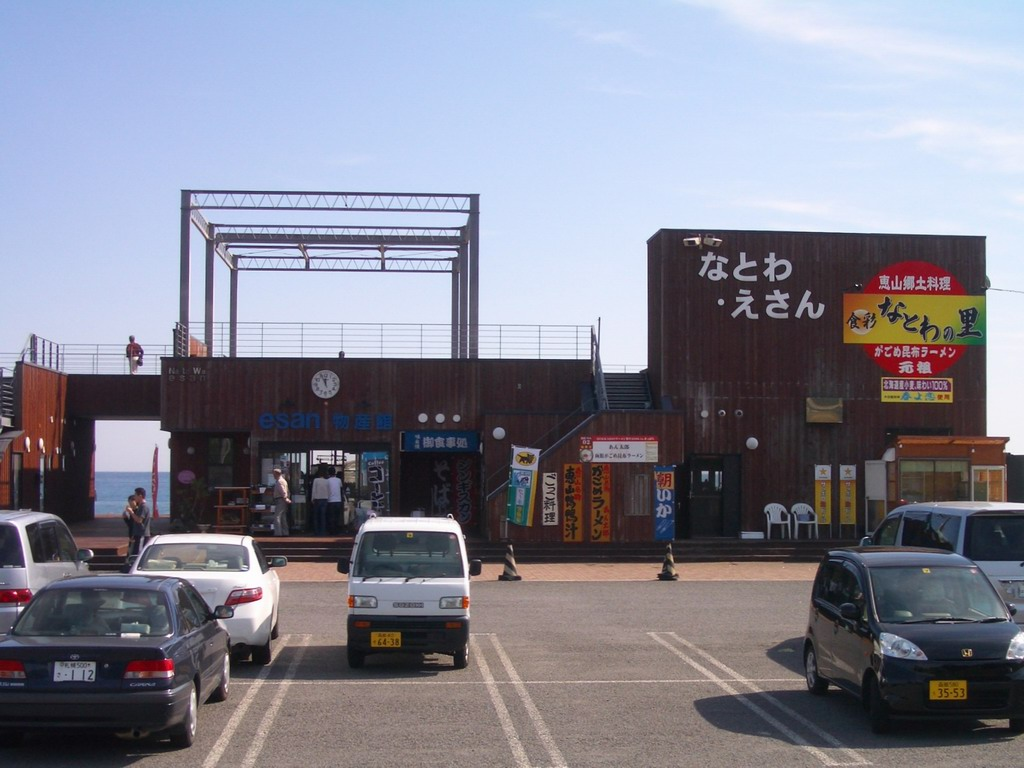
物産館、レストラン（施設右側）

道の駅なとわ・えさん（みちのえき なとわ・えさん）は、北海道函館市にある国道278号の道の駅である。

## 概要
1999年（平成11年）7月11日に開設された。駅名の「なとわ」は、道南の方言で「あなたとわたし」を意味する言葉である。
恵山海浜公園内にあり、敷地は国有地で財務省（函館財務事務所）から無償貸付を受けている。道の駅なとわ・えさんは恵山海浜公園内の施設「なとわ・えさん交流センター」であり、隣接して恵山海浜公園キャンプ場や多目的広場がある。
指定管理者制度導入施設で恵山地域振興推進協会が指定管理者になっている。
2021年12月に旧物産館が閉店したため、函館市が新規事業者を応募し、2022年5月に土産物屋とレストランが開店した。

## 主な施設
- 駐車場
  - 普通車：109台
  - 大型車：3台
  - 身障者用 : 3台
- トイレ（いずれも24時間利用可能）
  - 男：大 3器、小 7器
  - 女：7器
  - 身障者用：2器
- 公衆電話：1台
- 売店「ナトワショップ」（2022年5月21日開店）[1]
  - 平日：10:00 - 17:00
  - 土日：9:30 - 17:00
- 飲食店「ふわふわ亭」（2022年5月21日開店）[1]
  - 平日：11:00 - 17:00
  - 土日：11:00 - 17:00
- カフェ「てつまるナトワカフェ」（2022年7月18日開店）[2]
- キャンプ場
- 恵山シーサイドパークゴルフ場
- 音と水のメルヘン広場

## 休館日
- 毎週月曜日（祝日の場合、翌日）
- 年末年始（12月29日 - 1月3日）

## アクセス
- 国道278号

## 周辺
- 函館市役所恵山支所

## イベント
- 恵山ごっこまつり - 毎年2月上旬に開催。ゴッコ汁が振舞われる[3]。